# Run On (série de televisão)
Run On (hangul: 런 온; rr: Reon on) (bra: Na Direção do Amor) é uma série de televisão sul-coreana de 2020 estrelada por Im Si-wan, Shin Se-kyung, Choi Soo-young e Kang Tae-oh. Foi ao ar na JTBC de 16 de dezembro de 2020 a 4 de fevereiro de 2021 e está disponível para streaming, em regiões selecionadas, por meio da Netflix.

## Sinopse
Run On conta a história de amor entre Ki Seon-gyeom (Im Si-wan), um ex-velocista que decide mudar seu foco e ser um agente de atletas, e Oh Mi-joo (Shin Se-kyung), uma funcionária freelancer, que trabalha com a inserção de legendas em filmes.

## Elenco

### Principal
- Im Si-wan como Ki Seon-gyeom[4]

Inocente, mas carinhoso, Seon-gyeom foi um atleta de atletismo que sempre ficou em segundo lugar. Os pais de Seon-gyeom eram muito ocupados e seu único irmão não era tão próximo à ele. Como resultado, ele cresceu sem muitas interações sociais. Oh Mi-joo é sua primeira grande amiga. Apesar da sua vida solitária, ele cresceu em um ambiente privilegiado.
- Shin Se-kyung como Oh Mi-joo[5]

Oh Mi-joo trabalha com as legendas de filmes e acredita que todos os longas-metragens carregam mensagens profundas. Ela cresceu órfã. Como resultado de uma vida também solitária, ela passou por muitas dificuldades sem o devido apoio.
- Choi Soo-young como Seo Dan-ah

CEO da Agência Dann. Ela é uma mulher muito ocupada e muito apaixonada pelo que faz. Cresceu em uma família egoísta, ela não sabe expressar seus sentimentos da maneira certa, por isso é conhecida por ser rude, sarcástica e muito franca. Ela teve que desistir do seu amor pelo futebol por causa das regras rígidas de sua família. Ela também tem um gosto para as artes, principalmente quadros.
- Kang Tae-oh como Lee Yeong-hwa

Alegre e infantil, Yeong-hwa é a única pessoa que consegue abrir o coração de Dan-ah. Ele é um estudante universitário de arte que doa suas pinturas para uma cafeteria local.

### De apoio

#### Família de Ki Seon-gyeom
- Park Yeong-gyu como Ki Jung-do[6]

Um homem muito ambicioso que usou sua família em campanhas eleitorais para aumentar suas chances de vitória.
- Cha Hwa-yeon como Yook Ji-woo

Uma atriz de muito sucesso conhecida como “A Rainha de Cannes” no universo da série.
- Ryu Sun-young como Ki Eun-bi

Jogadora de golfe número um da Coreia do Sul e irmã mais velha de Ki Seon-gyeom. Ela ama muito o irmão e sempre o protegeu quando ele e o pai se desentendiam.

#### Família de Seo Dan-ah
- Lee Hwang-eui como Seo Myung-pil, pai de Dan-ah e presidente do Grupo Seomyung.
- Lee Shin-ki como Seo Myung-min, meio-irmão de Dan-ah. Ele é mais novo que ela, mas o pai deles registrou o aniversário de Dan-ah depois que ele nasceu.
- Choi Jae-hyun como Seo Tae-woong, o meio-irmão mais novo de Dan-ah. Ele faz parte do grupo fictício de K-pop AtoZ. Está implícito que ele não nasceu na Coreia e teve que aprender coreano.

#### Equipe de atletismo
- Lee Jung-ha como Kim Woo-sik[7]

Ele é agredido por Park Gyu-deok e Kim Gi-beom.
- Park Sung-joon como Kwon Young-il, o atleta mais velho na equipe de Ki Seon-gyeom.
- Park Sang-ganhou como Park Gyu-deok, um dos agressores de Kim Woo-sik.
- Na Ji-hoon como Kim Gi-beom, um dos agressores de Kim Woo-sik.
- Seo Jin-ganhou como treinador principal de atletismo.

### Outros
- Lee Bong-ryun como Park Mae-yi, colega de quarto de Oh Mi-joo que age como sua irmã mais velha.
- Kim Dong-young como Go Ye-joon, o melhor amigo de Yeong-hwa, trabalha na cafeteria local.
- Seo Eun-kyung como Dong Kyung, trabalha na Agência Dann. Mãe de Ye-chan e Ye-joon.
- Yeon Je-wook como Jung Ji-hyun, assistente de Dan-ah na Agência Dann e ex-tutor de Tae-woong.
- Bae Yoo-ram como Han Seok-won, ex-namorado de Mi-joo. Ele é um diretor de cinema.
- Seo Jeong-yeon como treinador Bang, ex-técnico de atletismo de Seon-gyeom.
- Kim Si-eun como Go Ye-chan, irmã mais nova de Ye-joon. Yeong-hwa é seu professor particular.[8]

### Participações especiais
- Park Joo-hee como produtor Hui-jin (Ep. 5, 7, 9 e 16)
- Lee Do-yeop como membro do comitê atlético (Ep. 6)
- Kim Won-hae como barman (Ep. 8 e 16)
- Kim Seon-ho como Kim Sang-ho (Ep. 16)[9]

## Produção
A produção da série sofreu com diversas interrupções devido à pandemia de COVID-19.

## Trilha sonora

### Part 1
| Lançado em 16 de dezembro de 2020 |                      |                |         |  |
| N.º                               | Título               | Artista        | Duração |  |
| 1.                                | "Run To You"         |                | 3:19    |  |
| 2.                                | "Run To You" (Inst.) |                | 3:19    |  |
| Duração total:                    | Duração total:       | Duração total: | 6:38    |  |

### Part 2
| Lançado em 23 de dezembro de 2020 |                       |                                    |         |  |
| N.º                               | Título                | Artista                            | Duração |  |
| 1.                                | "Ride Or Die"         | Kei (Lovelyz), Joohoney (Monsta X) | 3:31    |  |
| 2.                                | "Ride Or Die" (Inst.) |                                    | 3:31    |  |
| Duração total:                    | Duração total:        | Duração total:                     | 7:02    |  |

### Part 3
| Lançado em 24 de dezembro de 2020 |                     |                |         |  |
| N.º                               | Título              | Artista        | Duração |  |
| 1.                                | "Blue Bird"         |                | 3:31    |  |
| 2.                                | "Blue Bird" (Inst.) |                | 3:31    |  |
| Duração total:                    | Duração total:      | Duração total: | 7:02    |  |

### Part 4
| Lançado em 30 de dezembro de 2020 |                    |                |         |  |
| N.º                               | Título             | Artista        | Duração |  |
| 1.                                | "My Light"         | Baek Ji-young  | 3:44    |  |
| 2.                                | "My Light" (Inst.) |                | 3:44    |  |
| Duração total:                    | Duração total:     | Duração total: | 7:28    |  |

### Part 5
| Lançado em 31 de dezembro de 2020 |                                       |                      |         |  |
| N.º                               | Título                                | Artista              | Duração |  |
| 1.                                | "I Wish It Was You" (너였으면 좋겠어) | Seol Ho-seung (SURL) | 3:29    |  |
| 2.                                | "I Wish It Was You" (Inst.)           |                      | 3:29    |  |
| Duração total:                    | Duração total:                        | Duração total:       | 6:58    |  |

### Part 6
| Lançado em 6 de janeiro de 2021 |                 |                |         |  |
| N.º                             | Título          | Artista        | Duração |  |
| 1.                              | "Sorry"         | 2F             | 3:38    |  |
| 2.                              | "Sorry" (Inst.) |                | 3:38    |  |
| Duração total:                  | Duração total:  | Duração total: | 7:16    |  |

### Part 7
| Lançado em 7 de janeiro de 2021 |                       |                |         |  |
| N.º                             | Título                | Artista        | Duração |  |
| 1.                              | "Priority" (우선순위) | The Boyz       | 3:56    |  |
| 2.                              | "Priority" (Inst.)    |                | 3:56    |  |
| Duração total:                  | Duração total:        | Duração total: | 7:52    |  |

### Part 8
| Lançado em 14 de janeiro de 2021 |                                 |                |         |  |
| N.º                              | Título                          | Artista        | Duração |  |
| 1.                               | "Where Are You" (그대는 어디에) | Kim Na-young   | 3:23    |  |
| 2.                               | "Where Are You" (Inst.)         |                | 3:23    |  |
| Duração total:                   | Duração total:                  | Duração total: | 6:46    |  |

### Part 9
| Lançado em 16 de janeiro de 2021 |                     |                |         |  |
| N.º                              | Título              | Artista        | Duração |  |
| 1.                               | "Starlight"         | Jeong Hyo-bean | 3:06    |  |
| 2.                               | "Starlight" (Inst.) |                | 3:06    |  |
| Duração total:                   | Duração total:      | Duração total: | 6:12    |  |

### Part 10
| Lançado em 20 de janeiro de 2021 |                   |                |         |  |
| N.º                              | Título            | Artista        | Duração |  |
| 1.                               | "Falling"         | Yuju (GFriend) | 3:46    |  |
| 2.                               | "Falling" (Inst.) |                | 3:46    |  |
| Duração total:                   | Duração total:    | Duração total: | 7:32    |  |

### Part 11
| Lançado em 21 de janeiro de 2021 |                     |                |         |  |
| N.º                              | Título              | Artista        | Duração |  |
| 1.                               | "Breeze" (살랑살랑) | Cherry B       | 3:08    |  |
| 2.                               | "Breeze" (Inst.)    |                | 3:08    |  |
| Duração total:                   | Duração total:      | Duração total: | 6:16    |  |

### Part 12
| Lançado em 27 de janeiro de 2021 |                            |                |         |  |
| N.º                              | Título                     | Artista        | Duração |  |
| 1.                               | "I And You" (나 그리고 너) | Im Si-wan      | 3:54    |  |
| 2.                               | "I And You" (Inst.)        |                | 3:54    |  |
| Duração total:                   | Duração total:             | Duração total: | 7:48    |  |

## Audiência
| Temporada | Temporada | Ep. 1 | Ep. 2 | Ep. 3 | Ep. 4 | Ep. 5 | Ep. 6 | Ep. 7 | Ep. 8 | Ep. 9 | Ep. 10 | Ep. 11 | Ep. 12 | Ep. 13 | Ep. 14 | Ep. 15 | Ep. 16 | Ep. 17 |
| --------- | --------- | ----- | ----- | ----- | ----- | ----- | ----- | ----- | ----- | ----- | ------ | ------ | ------ | ------ | ------ | ------ | ------ | ------ |
|           | 1         | N/A   | N/A   | N/A   | N/A   | 720   | N/A   | N/A   | 868   | 792   | 731    | 725    | 795    | 675    | 718    | 705    | 801    | N/A    |

| Ep. | Data de transmissão original | Parcela média de audiência (Nielsen Korea) |
| --- | ---------------------------- | ------------------------------------------ |
| 1 | 16 de dezembro de 2020       | 2.145% (25º)                               |
| 2 | 17 de dezembro de 2020       | 2.664% (19º)                               |
| 3 | 23 de dezembro de 2020       | 2.806% (18º)                               |
| 4 | 24 de dezembro de 2020       | 3.025% (15º)                               |
| 5 | 30 de dezembro de 2020       | 2.794% (17º)                               |
| 6 | 31 de dezembro de 2020       | 2.695% (20º)                               |
| 7 | 6 de janeiro de 2021         | 2.753% (19º)                               |
| 8 | 7 de janeiro de 2021         | 3.772% (13º)                               |
| 9 | 13 de janeiro de 2021        | 3.109% (12º)                               |
| 10 | 14 de janeiro de 2021        | 3.081% (13º)                               |
| 11 | 20 de janeiro de 2021        | 3.143% (12º)                               |
| 12 | 21 de janeiro de 2021        | 3.405% (12º)                               |
| 13 | 27 de janeiro de 2021        | 2.716% (15º)                               |
| 14 | 28 de janeiro de 2021        | 3.145% (15º)                               |
| 15 | 3 de fevereiro de 2021       | 3.102% (13º)                               |
| 16 | 4 de fevereiro de 2021       | 3.623% (7º)                                |
| Média | Média                        | 2.999%                                     |
| - Na tabela acima, os números em azul representam a audiência média mais baixa e os números em vermelho representam a audiência média mais alta. - Este drama foi ao ar em um canal a cabo/TV paga que normalmente tem uma audiência relativamente menor em comparação com a TV aberta/emissoras pública (KBS, SBS, MBC e EBS). |                              |                                            |